# Apocrisiari
Un apocrisiari, la forma llatinitzada de apokrisiarios (ἀποκρισιάριος), era un alt representant diplomàtic durant el final de l'edat Antiga i l'alta edat mitjana. El terme llatí era responsalis (qui respon). El títol era emprat pels ambaixadors romans d'Orient, així com pels representants dels bisbes a les autoritats seculars. L'equivalent actual més proper seria el de nunci papal; si bé el títol de apocrisiarius és encara emprat per l'església anglicana.

## Els apocrisiari romans d'Orient
Un apocrisiari era un clergue que servia com a representant (també descrit com a legat papal, en un terme menys precís) d'un patriarca o altres bisbes davant la cort imperial romana d'Orient de Constantinoble. El càrrec existia des del segle v, però no va ser legalment institucionalitzat fins a l'emperador Justinià I (r. 527–565). Diverses de les més importants seus mantingueren apocrisiaris permanents a la capital imperial. El més important d'aquests era l'apocrisiari papal (vers 452-743). El títol també era emprat pels representants d'un arquebisbe metropolità a la cort del seu patriarca territorial, ja fos a Constantinoble, Alexandria, Antioquia o Jerusalem i per a funcionaris seculars que mantenien correspondència amb l'emperador romà d'Orient.

## Els apocrisiaris romans d'Occident
A partir del regnat de Carlemany (768-814), la cort dels reis/emperadors francs tenia membres clericals anomenats "apocrisiarii". Malgrat això, només eren arxicapellans que lluïen el títol dels antics enviats papals, tot i que ja no realitzaven cap tasca diplomàtica.

## Església anglicana
A l'actual comunió anglicana, els representants de l'arquebisbe de Canterbury a les diverses esglésies són anomenats apocrisiarioi.